# دانيال سيدموري
دانيال سيدموري (بالإنجليزية: Daniel Cudmore)‏ هو ممثل كندي، ولد في 20 يناير 1981 في كندا. بدأ مشواره المهني سنة 2003.

## أعمال

### أفلام
- (2003) إكس 2[4][5][6]
- (2005) وحيد في الظلام[7]
- (2006)  الوقفة الأخيرة[8]
- (2009)  قمر جديد[9][10]
- (2010)  خسوف[11][12]
- (2011)  بزوغ الفجر - الجزء 1[13]
- (2012)  بزوغ الفجر - الجزء 2[14]
- (2013)  بحر من الوحوش[15][16][17]
- (2014)  أيام المستقبل الماضي
- (2016) ووركرافت[18]
- (2019) عنقاء الظلام[19][20]

## وصلات خارجية
- دانيال سيدموري على موقع IMDb (الإنجليزية)
- دانيال سيدموري على موقع أول موفي (الإنجليزية)
- دانيال سيدموري على موقع قاعدة بيانات الأفلام السويدية (السويدية)
- دانيال سيدموري على موقع قاعدة بيانات الفيلم (الإنجليزية)